# القوصیه
القوصیه (به عربی: القوصیة) یک منطقهٔ مسکونی در مصر است که در استان اسیوط واقع شده‌است.